# 圓月彎刀
《圓月彎刀》為古龍晚期作品，1976年6月至1978年5月，香港〈武俠春秋〉282至348期斷續連載，原名《刀神》，1978年漢麟出版改名《圓月彎刀》。本書為《三少爺的劍》後傳，11集後由司馬紫煙代筆。

## 故事大綱
年輕的劍客丁鹏，凭一招“天外流星”剑法，先後擊敗三位武林成名的用劍高手，一時名動江湖。接著丁鵬便向萬松山莊莊主柳若松下戰帖，怎知比武前夕卻被柳若松及其妻秦可情设下的美人计，骗得丁鵬剑法的奧秘，因而丁鵬在比武中败于柳若松。柳若松誣陷丁鵬的“天外流星”剑法是竊取自他自創的劍法，要求丁鹏退出江湖才不追究。丁鵬因拒絕而被柳若松等高手圍攻，侥幸脫險，心灰意冷之下欲寻一死，但被“狐女”青青所救，进入了狐的世界。后來他又为救青青而受伤，不僅赢得了美人芳心，又习得青青祖父的魔刀刀法。丁鹏与青青回到人的世界後，不仅大败柳若松，还设计使他的无耻嘴脸败露，不料柳若松竟選擇拜了丁鹏为师。之后，丁鵬更一招打败两个绝顶高手，救了神剑谢晓峰的女儿谢小玉，并发现那些所谓的名门正派，不過是一群伪君子。丁鹏惊讶於自己厉害的弯刀刀法，决定到神劍山莊挑战谢晓峰，最後不分勝敗而歸。而幾經波折後他也暗中发现，青青和她祖父根本不是什么狐，而是多年前武林中人人聞風喪膽的魔教。从此，他卷入了魔教、神剑山庄和名門正派三方的鬥爭中。此外，手下敗將柳若松则在暗中进行着一項大阴谋……

## 主要人物
- 丁鵬：仗著一招天外流星而初出江湖就打敗諸多高手，後來挑戰萬松山莊主人柳若松，但柳若松怕輸而使計叫自己的妻子秦可情去色誘丁鵬而得到天外流星的劍譜，因而在丁鵬挑戰時擊敗丁鵬。丁鵬在羞愧之下誤入深谷，而遇上青青，該處為魔教大本營，闖者死，但是青青愛上了丁鵬，於是騙她說該谷是狐仙所居之處，而青青為狐女，丁鵬不疑有他，之後兩人成婚，青青將魔教的鎮教魔刀傳給丁鵬。之後丁鵬重出江湖，靠著魔刀擊敗柳若松，之後傲視武林，但是卻越來越驕傲，後來竟要挑戰天下第一的劍客謝曉峰，在口上「論劍」後謝曉峰與丁鵬的劍術境界更上層樓，丁鵬自知不敵謝曉峰而變得謙遜多了，後來戳破了謝小玉的陰謀，最後與青青隱居。
- 青青：魔教教主之孙女，在古龍諸多作品中，少見的身俱各種中國傳統婦德的女子，功夫亦是可以獨步武林卻仍是對丁鵬小鳥依人，雖然希望丁鵬出頭天，但是卻不願他樹大招風，無怨無悔的跟隨著丁鵬。
- 柳若松：本為萬松山莊主人，但受丁鵬挑戰怕聲名掃地而使計獲勝，之後敗在丁鵬手下为了活命而厚顏無恥地拜他為師（柳若松年紀較大）。之後裝的一副無能而對丁鵬言聽計從的樣子，卻暗地計畫要殺掉丁鵬，习得魔刀刀法。抢走圆月弯刀与丁鹏之子，在神剑山庄与丁鹏决斗，死于丁鹏之手。
- 謝小玉：謝曉峰與天美公主之女，仗著父親的名號狐假虎威，暗中卻想稱霸武林。曾领导连云十四煞星，化名“玉无瑕”。

## 次要人物

### 神剑山庄相关
- 謝曉峰：神劍山莊主人，天下第一的劍客，為了悟出最高境界而閉關于藏剑庐，導致謝小玉的胡作非為。
- 谢先生：神剑山庄管家。
- 甲子：藏剑庐剑奴。
- 乙丑：藏剑庐剑奴。
- 丙寅：藏剑庐剑奴。
- 丁卯：藏剑庐剑奴。

### 圆月山庄相关
- 龍天香：書中稱為「小香」，青青的婢女，《多情劍客無情劍》中龍嘯雲的後代。
- 小云：青青的婢女。
- 阿古：丁鵬的僕人。
- 春花：原是青青侍女，被青青送给柳若松。
- 秋月：原是青青侍女，被青青送给柳若松。

### 魔教相关
- 教主
- 教主夫人
- 魔教四大長老：

- 金獅：背叛了魔教，被柳若松殺死。
- 銀龍：背叛了魔教，被丁鹏杀死。
- 銅駝：忠于教主
- 鐵燕夫婦：背叛了魔教，被丁鹏斩断手臂。

- 天美宫主：弱柳夫人之女。
- 弱柳夫人：原名孙杏雨，被柳若松殺死。
- 丁香

### 五大剑派相关
- 凌虚：武当派大弟子，被柳若松杀死。
- 林若萍：峨眉掌门，柳若松的拜兄。
- 天戒上人
- 紫阳道长
- 凌一鸿：华山掌门，绰号“灵飞剑客”

### 其他
- 秦可情：柳若松之妻，為了确保丈夫比试胜利而色誘丁鵬得到其绝招“天外流星”，之後死於一剑送终宋中之手。
- 宋中：绰号“一剑送终”,自戕而死。
- 郭云龙：嵩阳铁剑后人
- 田一飞：“鬼影无双飞娘子”田萍的传人，偷看谢小玉洗澡。
- 商震：商家堡的堡主，“五行剑法”硕果仅存的名家。
- 梅花：“岁寒三友”之一。
- 墨竹：“岁寒三友”之一。
- 钟展：绰号“风云剑客”。
- 孙伏虎：南宗少林的俗家大弟子。
- 林祥熊：江南六省八大镖局联营第一任总镖头。
- 南宫华树：南宫世家传人
- 孟开山：绰号“大刀斧王”
- 连云十四煞星：

- 黄如风：绰号“鬼影子”。

- 罗开廷：镖师。
- 杜玲玲：绰号“黑水仙”。
- 杜珍珍：绰号“白水仙”。

## 提及人物
- 燕十三
- 慕容秋荻
- 丁白云
- 白天羽
- 李寻欢
- 龙啸云
- 林诗音
- 龙小云
- 上官金虹
- 天机老人
- 荆无命
- 阿飞
- 郭嵩阳
- 百晓生
- 叶开
- 傅红雪
- 青魔手
- 红魔手
- 沈浪
- 王怜花
- 楚留香
- 胡铁花
- 中原一点红
- 快网张三

## 小說目錄
- 〈引子〉
- 第一回 出類拔萃
- 第二回 棋高一籌
- 第三回 天外流星
- 第四回 彎刀
- 第五回 又是圓月
- 第六回 借刀
- 第七回 救星
- 第八回 圓月山莊
- 第九回 駭人聽聞
- 第十回 鐵燕夫人
- 第十一回 雙刀合壁
- 第十二回 征途
- 第十三回 恐懼
- 第十四回 決鬥
- 第十五回 秘屋
- 第十六回 解脫
- 第十七回 鼠輩
- 第十八回 別有用心
- 第十九回 小香
- 第二十回 狡兔之穴
- 第二十一回 釣餌
- 第二十二回 脫出困厄
- 第二十三回 吃癟
- 第二十四回 降龍
- 第二十五回 追索
- 第二十六回 調虎離山
- 第二十七回 屠刀
- 第二十八回 死亡之谷
- 第二十九回 逆襲
- 第三十回 兵解
- 第三十一回 神刀傳人
- 尾聲

## 改編成影視作品
| 首播/首映年份 | 影視作品   | 類型   | 飾演丁鵬的男演員 | 飾演青青的女演員 | 播映電視台/製作單位    |
| ------------- | ---------- | ------ | ---------------- | ---------------- | ---------------------- |
| 1979年        | 圓月彎刀   | 電影   | 爾冬陞           | 汪明荃           | 邵氏兄弟(香港)有限公司 |
| 1979年        | 刀神       | 電視劇 | 劉松仁           | 趙雅芝           | 香港無線電視           |
| 1995年        | 圓月彎刀   | 電視劇 | 古天樂           | 梁小冰           | 香港無線電視           |
| 待播          | 新圆月弯刀 | 電視劇 | 张智尧           | 杨雪             |                        |